# Passerotti o pipistrelli?
Passerotti o pipistrelli? è una commedia teatrale in due atti del 1993 scritta da Vincenzo Salemme.

## Personaggi
I personaggi principali attorno cui ruota la commedia sono Pericle Sisti, un invalido costretto in casa in sedia a rotelle; Beatrice Sisti, sorella di Pericle: una donna molto brutta e mascolina, bigotta e gelosa del fratello; Mario Pecorella, amico di Pericle: sposato ma amante di Maria Grazia, moglie dell'ingegner Osvaldo Volpetti, il suo principale.

## Trama
Pericle, venuto a conoscenza della relazione extraconiugale di Mario con la moglie dell'ingegner Volpetti , gli offre la propria casa come alcova, proponendogli in cambio di poter assistere, nascosto, all'incontro clandestino. Mario in un primo momento rifiuta la proposta ma, di fronte alla reazione di Pericle, alla fine accetta, sia pure riluttante.
Avviene quindi l'incontro tra Mario e Maria Grazia a casa di Pericle, con quest'ultimo nascosto come da accordo, mentre la sorella Beatrice si trova al piano di sopra in visita dalla vicina Antonietta, una donna bigotta come lei. Una serie di imprevisti, che culminano con l'esplosione del letto ad acqua predisposto per i due amanti, fa uscire Pericle dal suo nascondiglio. Accorre anche Beatrice che, fraintendendo la situazione, scambia Mariagrazia per l'amante del fratello e inizia a dare in escandescenze. A complicare il tutto, sopraggiunge anche l'ingegner Volpetti che, scoperto il tradimento della moglie, spara a Mario ma viene colpito di rimbalzo dal suo stesso proiettile, stramazzando al suolo.
I quattro, credendolo morto, entrano nel panico e iniziano a escogitare come poter far sparire il cadavere quando all'improvviso Volpetti si risveglia ma completamente privo della ragione. A sorpresa, arriva anche Antonietta e i quattro, per nasconderle l'accaduto, caricano Volpetti sulla sedia a rotelle di Pericle, facendole intendere che si tratta di un invalido grave e senza possibilità di guarigione. Antonietta allora propone di portarlo a Lourdes nella speranza di un miracolo. L'idea viene accettata con entusiasmo, perché sarebbe un ottimo pretesto per sbarazzarsi dell'ormai incomodo Volpetti. I quattro quindi si precipitano a organizzare il viaggio in autobus quando Volpetti si alza in piedi e si avvia verso le scale. Mentre tutti urlano al (finto) miracolo, Volpetti, privo di senno, precipita dalla scale, morendo per davvero.